# Erlöserkirche (Nuuk)

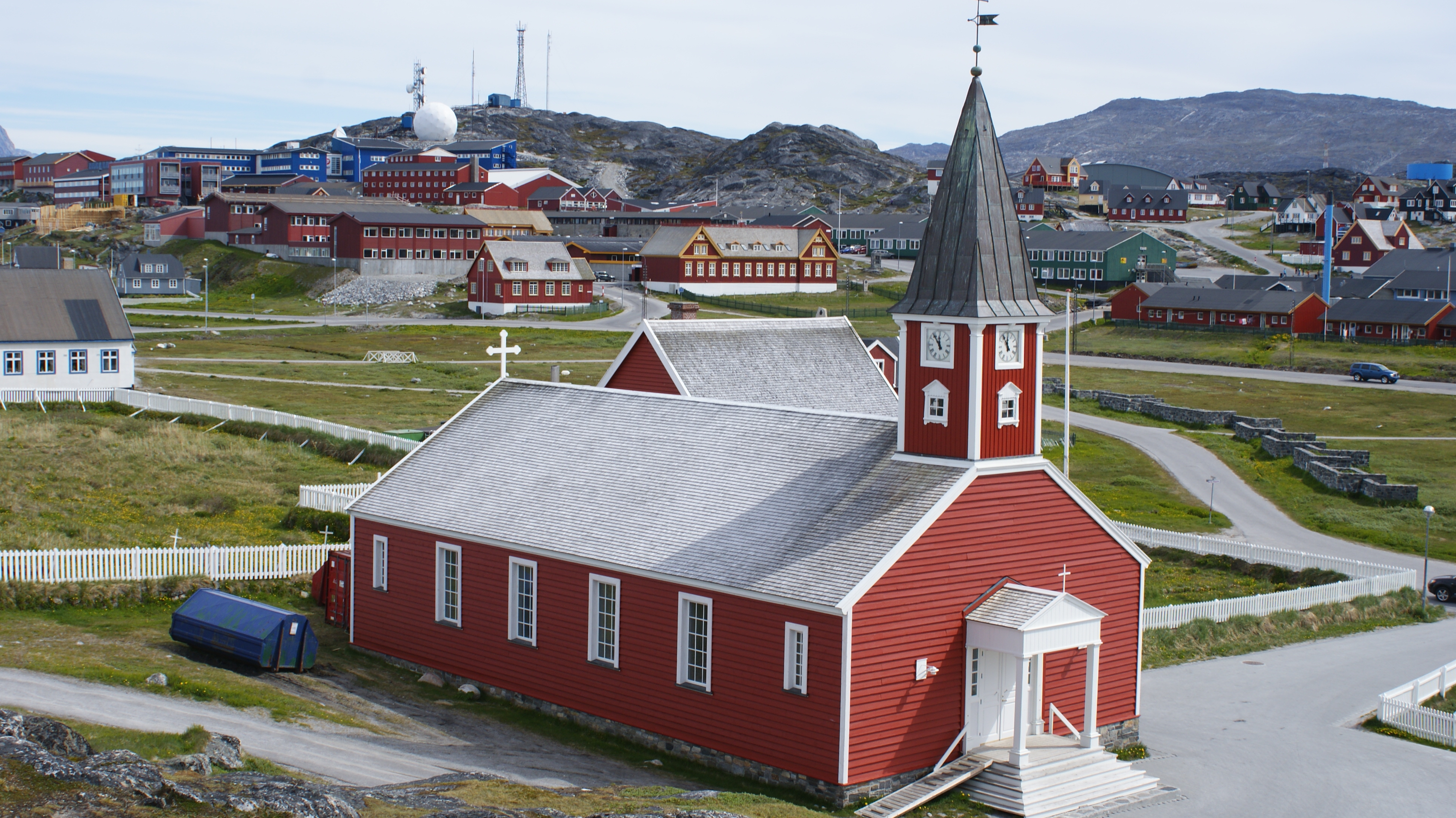
Die Kirche gesehen vom Hügel (2010)

Die Erlöserkirche (grönländisch Annaassisitta Oqaluffia, dänisch Vor Frelser Kirke) ist die ältere der beiden Kirchen der grönländischen Hauptstadt Nuuk.

## Lage

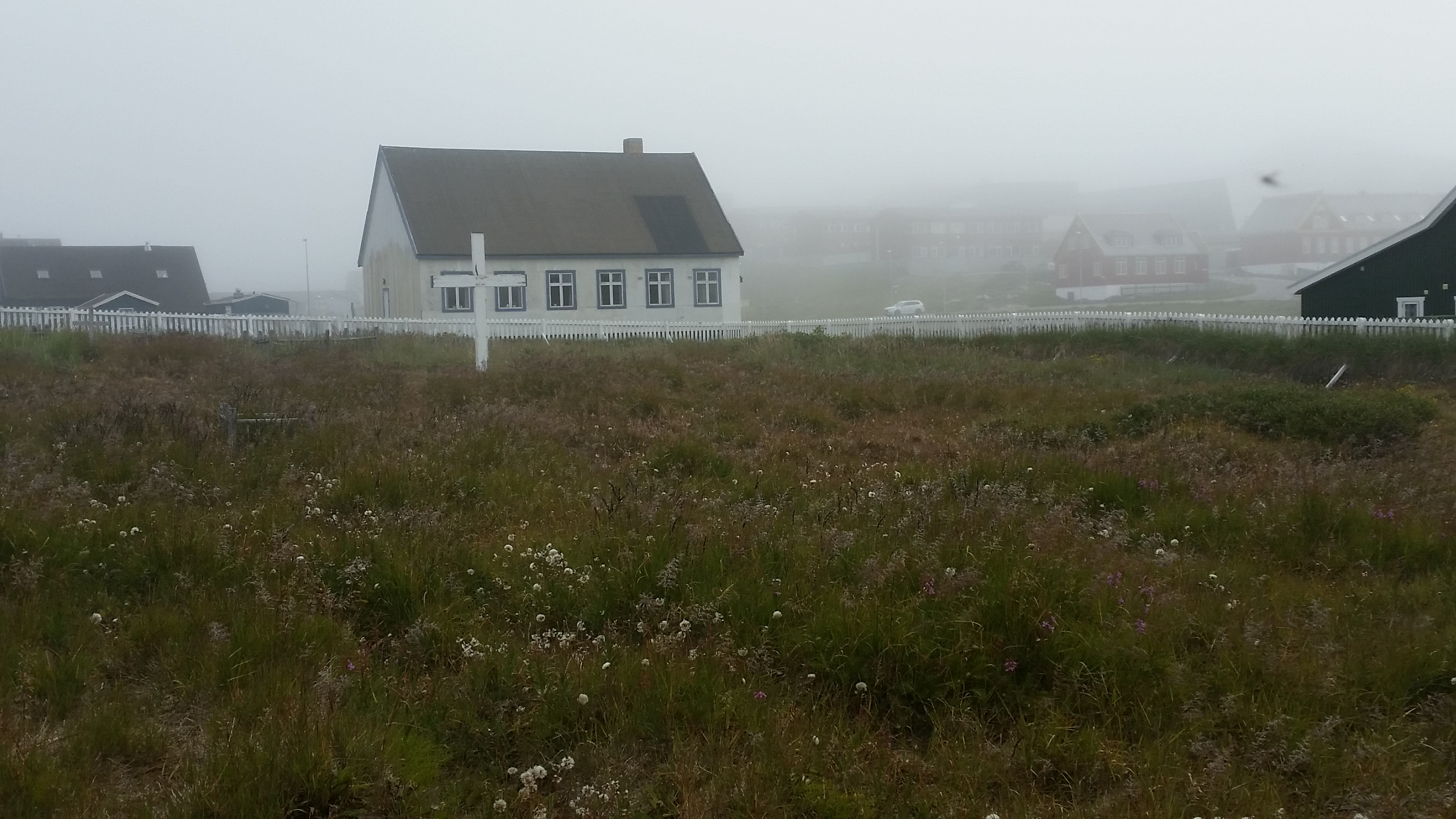
Der alte Friedhof neben der Kirche (2016)

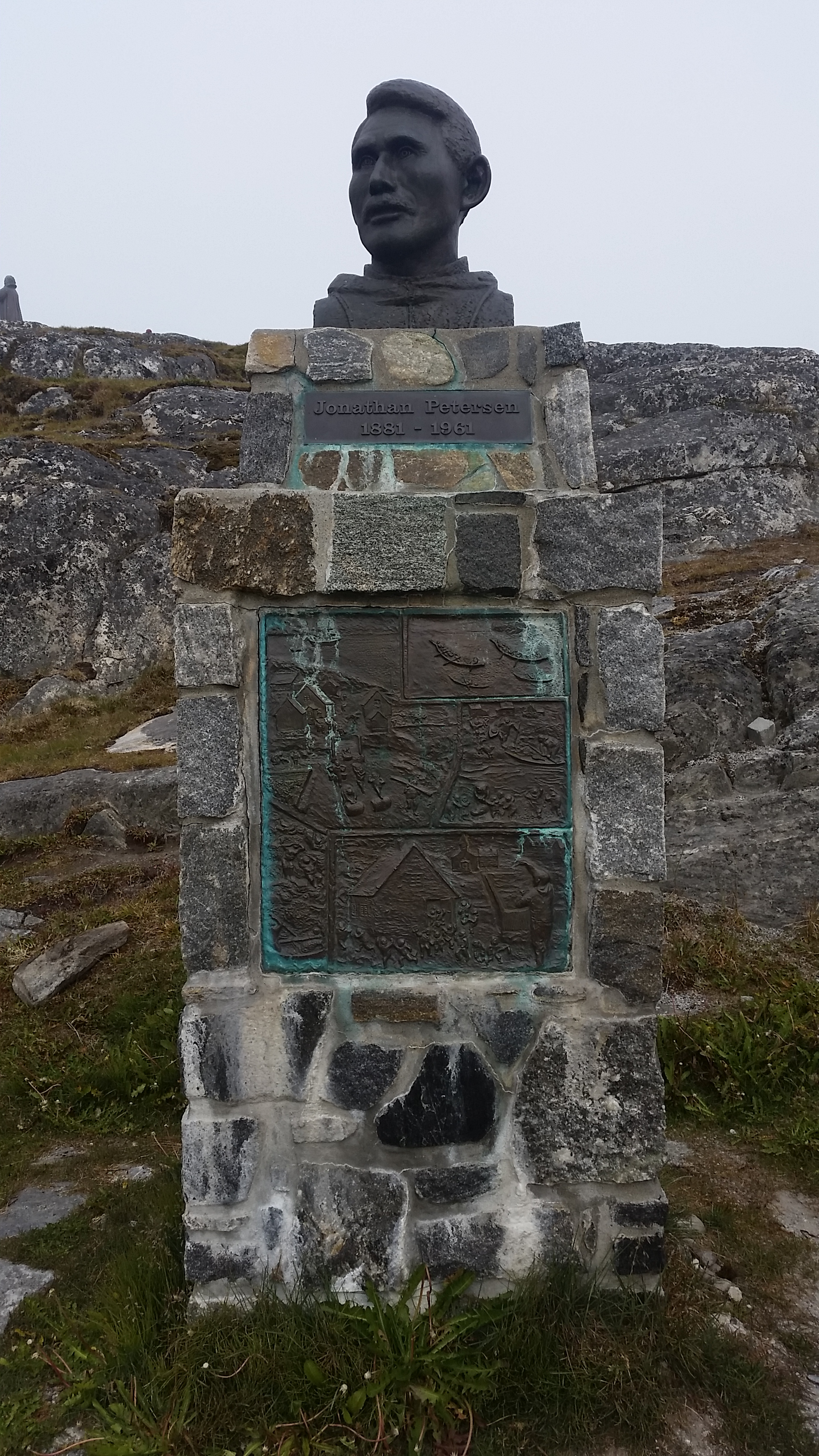
Denkmal für Jonathan Petersen vor der Kirche (2016)

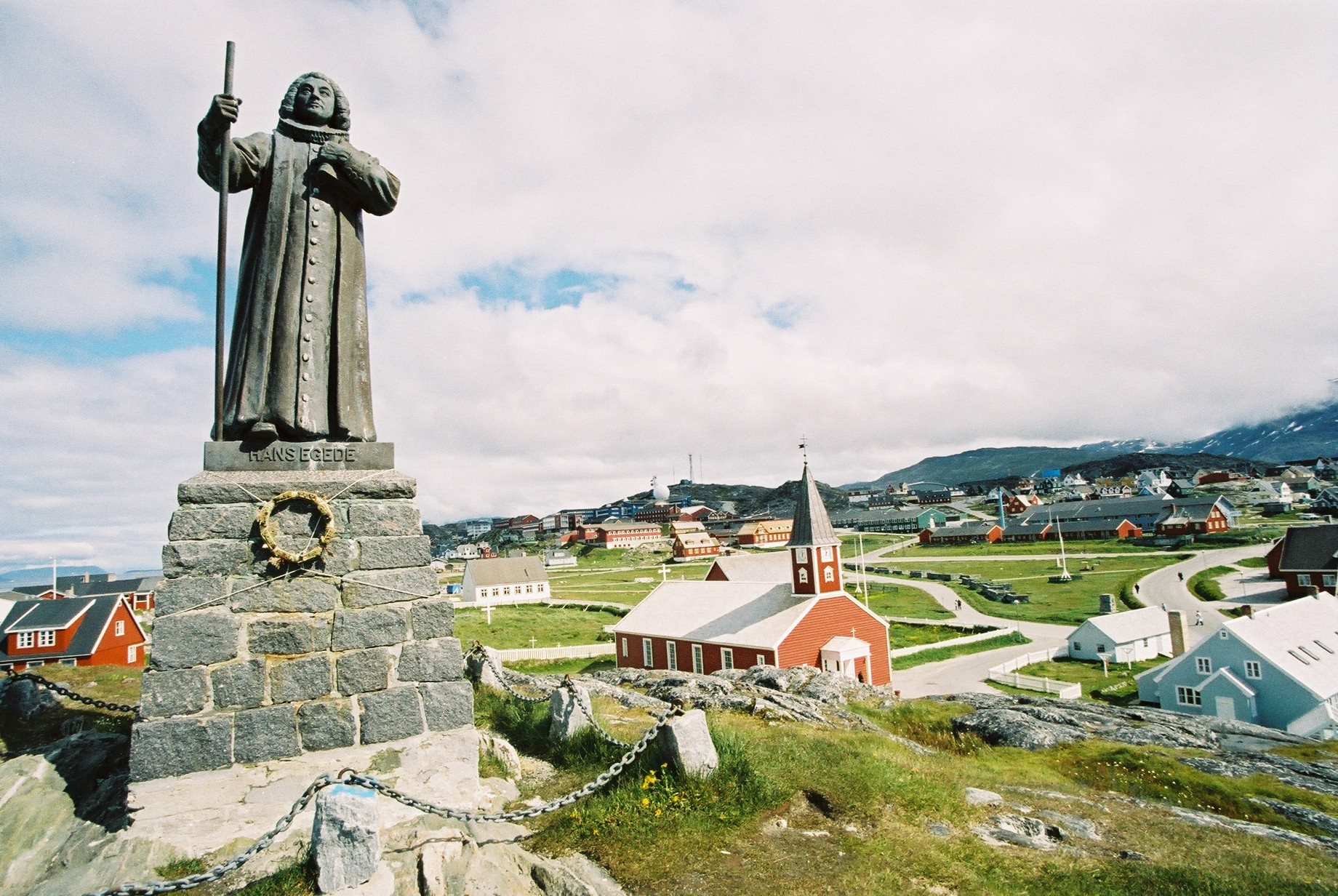
Die Statue von Hans Egede mit der Kirche (2008)

Die Kirche befindet sich im ältesten Teil der Stadt nördlich des Koloniehafens neben dem Hügel, auf dem sich seit 1922 die Statue Hans Egedes befindet. Neben der Kirche befindet sich der alte Friedhof, auf dem unter anderem Marcus Nissen Myhlenphort, Samuel Kleinschmidt, Nicolai Edinger Balle, Rasmus Berthelsen, Stephen Møller, Lars Møller, Knud Balle und John Møller begraben liegen. Er wird seit 1935 nicht mehr genutzt. Vor der Kirche steht ein Denkmal für Jonathan Petersen.

## Geschichte

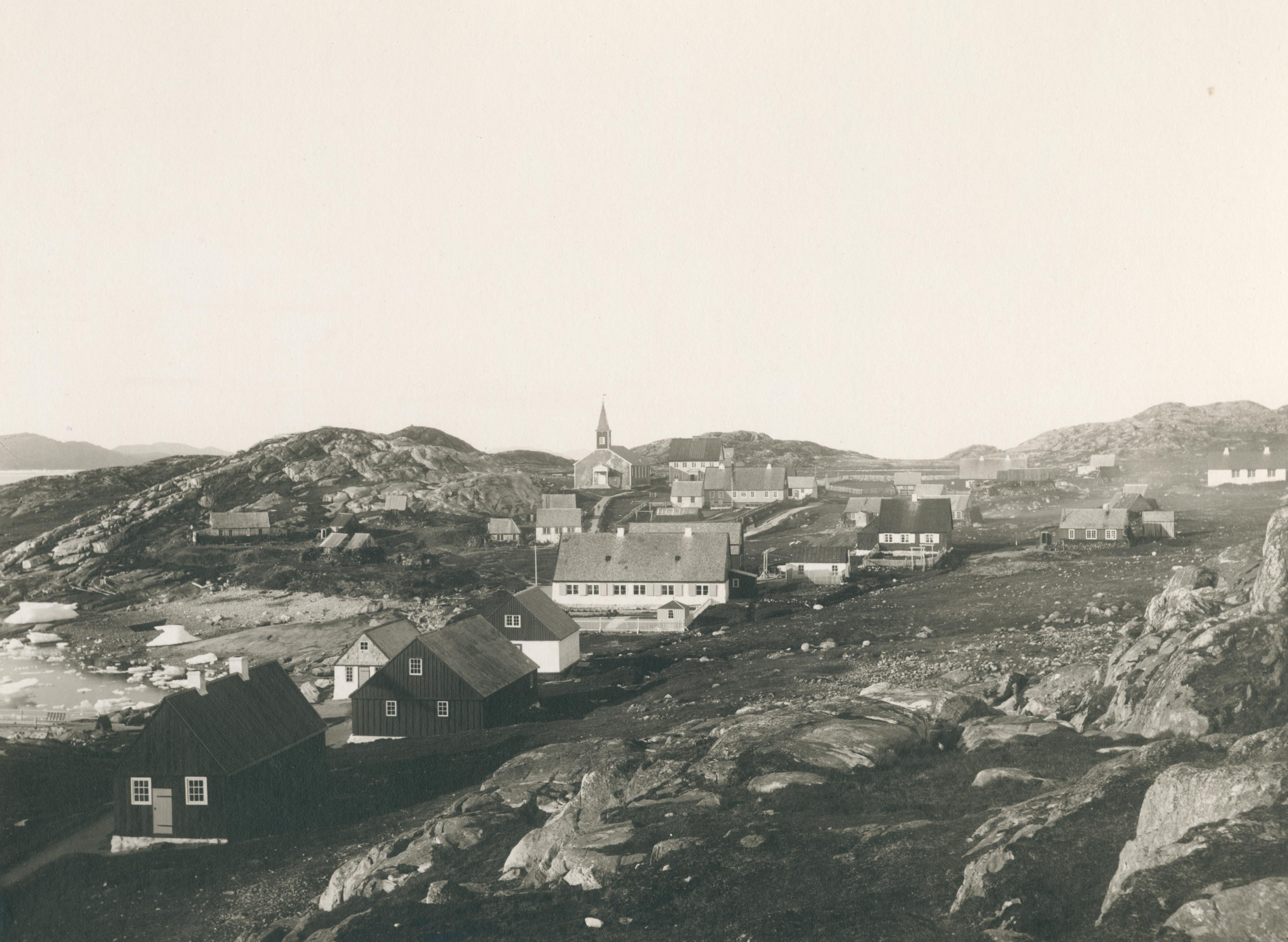
Der alte Teil Nuuks mit der Kirche im Hintergrund (um 1900). Deutlich erkennbar der neue Kirchturm, aber die fehlende Holzverkleidung der Kirche

Nach der Gründung der Kolonie Godthaab im Jahr 1728 wurde das Wohnhaus auch als Kirche genutzt. Erst 1758 wurde ein eigenes Kirchengebäude errichtet südlich des Wohnhauses errichtet. Sie musste bereits 1782 renoviert werden.  1775 schrieb die Dänin Karen Ørsted in ihr Testament, dass aus ihrem Vermögen in Höhe von 2500 Rigsdaler eine neue Kirche in Nuuk bezahlt werden soll. Es wird vermutet, dass sie eine Affäre mit Hans Egedes Sohn Poul Egede hatte und ihr Wunsch daher stammte.
Erst 1845 wurde der Bau einer neuen Kirche beschlossen, wobei auch eine neue Missionarswohnung und ein Gebäude für das neugegründete Grønlands Seminarium gebaut werden sollten. 1846 wurde das Baumaterial nach Grönland gesandt und mit dem Bau der Kirche sowie einem Nachbargebäude, das sowohl als Missionarswohnung als auch als Seminariumsgebäude dienen sollte, begonnen. Letzteres wurde 1847 fertiggestellt, während die Kirche erst am 6. April 1849 durch Carl Janssen geweiht werden konnte. Ihr Architekt ist Laurits Albert Winstrup. Die alte Kirche wurde direkt im Anschluss abgerissen, um ihr Material für andere Gebäude nutzen zu können.
Die Kirche wurde 1884, 1913 und 1930 Umbauten unterzogen. 1949 erhielt die Kirche Strom und 1965 wurden die alten Kachelöfen durch einen Ölofen ersetzt.
Seit dem 30. September 1983 ist die Kirche baudenkmalgeschützt. Seit 1993 ist sie die evangelische Domkirche des teilautonomen Bistums Grönland der Dänischen Volkskirche.

## Beschreibung

### Äußeres
Die Kirche ist etwa 23 m lang und 12 m breit. Die Kirche wurde als Fachwerkbau mit Ziegelsteinen errichtet und steht auf einem Sockel aus Naturstein. Beim Umbau im Jahr 1913 wurden die Außen- und Innenwände mit Holz verkleidet, das außen rot gestrichen ist. Sämtliche Ecklisenen und Fenster sind ebenfalls weiß.
Der schmale Kirchturm auf der Südseite der Kirche hat seit dem Umbau 1884 ein Pyramidendach aus Kupfer, welches einen vorherigen Zwiebelturm ersetzte. Seit 1928 befindet sich an jeder Seite des Turms eine Kirchenuhr, die von der Kirchengemeinde selbst bezahlt wurde.
Das Satteldach der Kirche bestand ursprünglich aus Holzplatten, die mit einer Schieferdeckung versehen waren. Beim Umbau 1930 wurde das Dach durch ein Holzschindeldach ersetzt.
Der Eingang befindet sich am Südgiebel. Er hat ein Portal aus Holz mit dreieckigem Dach. Die Doppeltür ist ebenfalls aus Holz und wird rechts und links von zwei hohen schmalen viergeteilten Fenster umsäumt. An der langen West- und Ostseite befinden sich jeweils vier große fünfzehngeteilte Fenster sowie rechts und links davon jeweils zwei kleinere zehngeteilte Fenster. Am Nordgiebel befindet sich eine weitere Eingangstür und rechts davon ein weiteres zehngeteiltes Fenster. Im Dachgeschoss ist eine weitere Tür sowie eine Dachwinde und rechts und links davon zwei achtgeteilte Fenster.

### Kirchenraum
Die Holzverkleidung im Inneren der Kirche ist weiß gestrichen, während die Decke weiß und blau gestrichen ist. In der Kirche befinden sich 30 Sitzbänke, die Platz für etwa 400 Personen bieten.
Am Altar befindet sich ein großes golden umrahmtes Kruzifix auf grauem Hintergrund und zwei Engelsfiguren aus Gips. Dazu kommen zwei große hölzerne Kerzenständer, die mit Silber- und Goldbronze verkleidet sind, sowie zwei kleinere Kerzenständer aus Silber, die Frederik Balle 1907 geschenkt hatte. Seit 1921 hat die Kirche zwei vierarmige Armleuchter aus Messing, die ein Geschenk der Norwegischen Kirche sind, und seit 1949 einen selbstbezahlten siebenarmigen Armleuchter aus Messing.
In der Kirche befinden sich mehrere Kunstwerke. Ein Gemälde von Carl Rasmussen 1877 zeigt Hans Egede beim Gebet. Zwei Marmorreliefs mit Hans Egede und seiner Frau Gertrud Rask wurden 1894 von einem Bildhauer Poulsen geschaffen. Dazu kommt ein Bronzerelief für Nicolai Edinger Balle, das von August Hassel geschaffen wurde.
In der Sakristei befinden sich eine silberne Altarkanne von 1721 mit der Inschrift Lyder Herrens Jesu ord / Og i troe gaar til hans bord / Da I! Liv i eder Finder / som ej nogen Tiid forsvinder („Klingt des Herren Jesu Wort / Und im Glauben geht zu seinem Tisch / Dann Ihr! Leben in euch findet / das zu keiner Zeit verschwindet“). Dazu kommen ein silberner Kelch, eine silberne Pyxis und eine silberne Patene, die vermutlich alle von König Christian VI. geschenkt wurden, sowie 75 Silberbecher und eine jüngere Silberkanne.
In der Kirche befand sich ab 1912 eine Orgel mit sieben Registern, Pedal und Glockenspiel. Sie wurde 1970 durch eine neue Orgel von Marcussen & Søn ersetzt. Diese hat zehn Register, zwei Manuale und Pedal.
Die Kirche hat zwei Kirchenglocken. Die erste wurde 1895 aufgehängt. Die zweite stammt ursprünglich aus dem Jahr 1868 und wurde 1963 aus der alten Kirche der Herrnhuter Missionsstation in Uummannaq nach Nuuk geholt.